# Jonathan Hill
Jonathan Hopkin Hill, Baron Hill of Oareford (n. 24 iulie 1960, Londra) este un politician britanic. Este membru al Partidului Conservator.
Între 2013 și 2014 a fost în funcția de șef al camerei Lorzilor, cancelar al ducatului Lancaster și în consiliul privat al Reginei.
În 2014 Lord Hill a fost numit Comisar european pentru Servicii Financiare, Stabilitate Financiară si Piețe de Capital. A demisionat în 2016 după anunțarea rezultatelor Referendumului privind menținerea Regatului Unit în Uniunea Europeană. Jonathan Hill era un euro-sceptic și împotriva aderării Regatului Unit la moneda euro, dar a declarat că este dezamăgit de rezultatul referendumului.

## Vezi și

UE

## Distincții, decorații
- Comandor al ordinului Imperiului Britanic (1995)
- Baron pe viață (2010)